# ミレニアム&コプトーン・ホテルズ
ミレニアム&コプトーン・ホテルズ公開有限会社（英: Millennium & Copthorne Hotels plc）は、イギリスのロンドンに本社を置き、ホテル業を営む企業である。アジア・オセアニア・ヨーロッパ・中東・北米にある20ヶ国・84ヶ所のビジネス街や観光地に124のホテルを営業している。世界で40番目に規模の大きなホテル運営会社で、1996年には、ロンドン証券取引所に上場し、FTSE250種総合株価指数の算出対象銘柄に選ばれている。

## 沿革

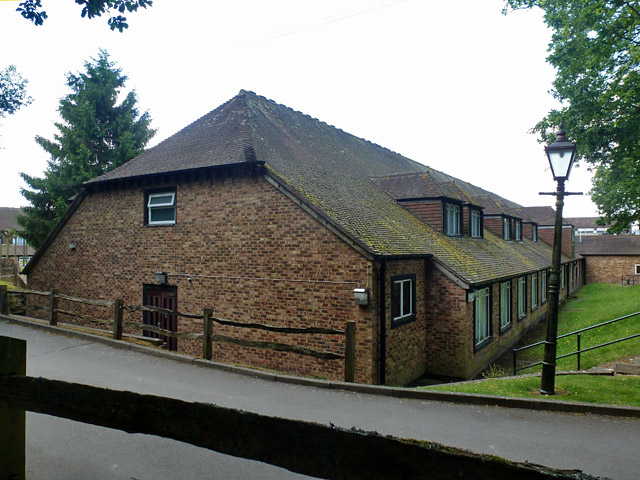
原点となったコプソーンのコプソーン・ホテル。

ミレニアム&コプトーン・ホテルズの起源は、ブリティッシュ・カレドニアン航空がウェスト・サセックス州、ガトウィック近郊のコプソーンでコプソーン・ホテル (Copthorne Hotel) を買収した1972年まで遡ることができる。その後、コプソーンブランドが1985年に立ち上がり、数多くの新しいホテルがイギリス・フランス・ドイツにオープンした。
一方で1989年、シンガポールに拠点を置く、CDLホテルズ・インターナショナル (CDL Hotels International) はアジアで6つのホテルを買収した。更に1993年には、CDLがアジア以外で初めてとなるホテル買収をロンドンで行った。これによって、548部屋のグロスター・ホテル (Gloucester Hotel) を手中に収めた。また、同年、ニュージーランドにある13のホテルチェーンにも手を伸ばし、経営権を獲得した。1994年、CDLはアメリカでの第一手として、ニューヨークのミレニアム・ヒルトン (Millenium Hilton) を買収し、同年12月にはタイムズスクエアのミレニアム・ブロードウェイ (Millennium Broadway) を買収した。1995年、CDLはコプソーン・ホテルズを買収し、規模を大きくした会社は現在の企業名である、ミレニアム&コプトーン・ホテルズと改称された。
1999年、ミレニアム&コプトーン・ホテルズはアメリカのリーガル・ホテルズ (Regal Hotels) を買収し、2001年には、アラブ首長国連邦でいくつかの経営契約を締結し、中東に進出した。

### 日本への進出
日本企業としては、三井不動産との関わりがあり、三井不動産ホテルマネジメントのホテルブランドである「三井ガーデンホテルズ」とを掛け合わせたダブルブランドとして、「ミレニアム 三井ガーデンホテル 東京」を2014年12月にオープンさせている。立地は、東京メトロの銀座駅から徒歩2分の銀座5丁目で、客室数は329部屋を備えている。世界的に知られるブランドの「ミレニアム」を使うことで訪日観光客の取り込みが画策されている。

## 経営ブランド
ミレニアム&コプトーン・ホテルズが経営するホテルブランドは以下の3種がある。
- ミレニアム・ホテルズ (Millennium Hotels) – 世界各国で展開
- コプトーン・ホテルズ (Copthorne Hotels) – 中国、マレーシア、シンガポール、イギリス、ニュージーランド、イラク、カタール、アラブ首長国連邦で展開
- キングスゲート・ホテルズ (Kingsgate Hotels) – ニュージーランド、アラブ首長国連邦で展開

## 投資
シンガポールの投資会社、シティー開発有限責任会社 (City Developments Limited) は、ミレニアム&コプトーン・ホテルズが発行した株式の約62%を保有している。